# چاپگر ماتریس سوزنی
چاپگر سوزنی (ضربه‌ای) گونه‌ای از چاپگرهای کامپیوتری است.
هد چاپگر متشکل از ۹ تا ۲۴ سوزن است که در یک یا دو خط پشت سرهم، و به‌طور مستقیم قرار دارد. در انتهای هر سوزن یک سیم پیچ وجود دارد. 
برای چاپ از سیستم به سیم پیچ انتهای هر سوزن مورد نظر سیگنالی ارسال می‌شود که پس از تقویت به سولنویید سوزن‌ها ارسال می‌شود که به دلیل میدان مغناطیسی حاصل از سولنویید، سوزن به سمت کاغذ پرتاب می‌شود. بین کاغذ و سوزن مورد نظر نوار آغشته به رنگی (مانند کاربن) وجود دارد، که بر اثر برخورد سوزن به آن و اصابت نوار رنگی به کاغذ نقطه‌ای بر روی کاغذ ایجاد می‌گردد که متون و تصاویر از کنارهم چیده شدن این نقاط به وجود می‌آیند. در انتهای هر سوزن، فنری برای بازگرداند وجود دارد.

## طراحی
هر سوزن با یک میله فلزی کوچک ساخته شده‌است، همچنین یک سیم یا سنجاق نامیده می‌شود، که با یک نیرو کوچک از آهنربای الکتریکی یا سیم پیچ مغناطیسی، مستقیماً یا از طریق مرحله‌های کوچک، به جلو رانده شده‌است. رویه نوار و کاغذ یک صفحه راهنمای کوچک سوراخ شده‌است با سوراخ که به عنوان راهنما برای سنجاق‌ها به کار رفته‌است. این صفحه ممکن است با یک پلاستیک سخت یا یک جواهر مصنوعی مثل یاقوت کبود یا یاقوت سرخ ساخته شده باشد. بخشی از چاپگر شامل سنجاق‌هایی که سر چاپ نامیده می‌شوند می‌شود. زمانی که چاپگر شروع به کار می‌کند، معمولاً یک خط متنی را در زمان مشخص چاپ می‌کند. دو دیدگاه نزدیک به این وجود دارد:
نقطه مشترک این سری چاپگرهای ماتریس نقطه ای، استفاده از یک جهت افقی برای حرکت سرچاپ است. سر چاپ می‌تواند از یک سر ستون عمودی، از هفت سنجاق یا بیشتر، تقریباً به ارتفاع یک جعبه تشکیل شده باشد. در حقیقت سنجاق ها به چهار ستون عمودی و افقی تنظیم شده‌اند، بدون مکان مشخص تا حدی به منظور افزایش غلظت نقطه‌های چاپی و سرعت چاپ از طریق دهانه خروج بدون آسیب رسیدن به سنجاق‌ها. بدین ترتیب ۴۸ سنجاق به بالا می‌تواند به صورت کاراکترهای یک خط در حالی که سرچاپ به صورت افقی حرکت می‌کند استفاده شود.
در مراتب مختلف پیکربندی، به اصطلاح خط چاپگرها ماتریکس نقطه، استفاده از یک سر ثابت چاپ تقریباً به اندازه عرض کاغذ راه استفاده از یک خط افقی از هزاران سنجاق برای چاپ است. بعضی وقت‌ها دو ردیف افقی تا حدی بدون مکان مشخص به منظور بهبود اثر غلظت نقطه‌ها از طریق دهانه خروج استفاده می‌شود. در حالی که هنوز خط گرا، این چاپگرها برای این حرفه وظیفه سنگین بازار تأثیرگذار چاپ یک خط ثابت یک بار زمانی که کاغذ به جلو زیر سر چاپ حرکت می‌کند.
سرعت چاپ سری چاپگرهای ماتریکس سوزنی، با حرکت سر از ۵۰ تا 550 cps متغیر است. برخلاف این خط چاپگرهای ماتریکس قادر به چاپ بیش از 1000 cps هستند، نتیجه از یک ورودی از بالا تا ۸۰۰ صفحه یا ساعت است.
زیرا چاپ شامل فشار مکانیکی ای می‌شود، هر دو این نوع چاپگرها می‌توانند کپی با کربن و کپی با کربن کمتر را ایجاد کنند.

### تاریخچه
LA30 یک چاپگر ماتریکس سوزنی ۳۰ کاراکتر در ثانیه در سال ۱۹۷۰ به وسیله Digital Equipment Corporation معرفی شده‌است. ۸۰ ستون حرف بزرگ را در ۵*۷ کاراکتر ماتریس نقطه‌ای بر روی یک کاغذ کوچک چاپ می‌کرد. سر چاپ با یک موتور پیشرفته کنترل می‌شود و کاغذ با هر چیز نا معتبر به جلو برده می‌شود و قطعاً سیم پیچ مغناطیسی پر سر و صدا دستگاه را ضامن دار می‌کند. LA30 با هر دو رابط کاربری موازی و رابط کاربری سریال در دسترس قرار داشت؛ با این وجود، سری LA30 استفاده از کاراکترهای پر شده هنگام بازگشت را در خواست کرد.
LA30 در سال ۱۹۷۴ به وسیلهٔ LA36 دنبال شد، که به مراتب به موفقیت‌های تجاری بهتری دست یافت، برای مدت زمانی به ورودی کامپیوترهای ماتریکس نقطه استاندارد تبدیل شد.

#### سر چاپگر و تثبیت موقعیت
سر چاپگر به یک میلهٔ فلزی که از هم ترازی درست اطمینان حاصل می‌کند متصل است، اما موقعیت یاب افقی با یک نوار لاستیکی کنترل می‌شود که به چرخ دنده‌هایی بر روی دو چرخ از هر طرف متصل شده‌است که با یک موتور الکتریکی رانده می‌شود. موقعیت واقعی را می‌توان یافت همچنین با شماره‌های کهنه استفادهااز یک استپر موتور ورمزگذار چرخشی که به یک چرخ یا یک نوار پلاستیکی شفاف متصل شده‌است.

##### استفاده
کامپیوترهای شخصی
در دهه‌های ۱۹۷۰ و ۱۹۸۰، چاپگرضربه‌ای ماتریس سوزنی عموماً بهترین ترکیب از خرج و تطبیق‌پذیری در نظر گرفته می‌شدند، و تا دهه ۱۹۹۰ آن‌ها رایج‌ترین چاپگرها برای استفاده شخصی و کامپیوترهای خانگی بودند.

###### اجزاء مختلف در چاپگرهای سوزنی
کارهای مهم جهت چاپ یک تصویر، در خود کامپیوتر انجام می‌شود و تمام بیتهای کنترل هد به وجود می‌آید. چاپگر فقط نحوه دریافت و ارسال بیت‌های کنترل هد و کنترل حرکت موتورهای جلوبرنده کاغذ و هد را انجام می‌دهد.
قسمت‌های مهم یک چاپگر سوزنی را جدای از نوع و مارک آن، به صورت زیر می‌توان نام برد:
۱- هد۸ یا ۱۶ یا ۲۰ یا ۲۴ پین:
گرچه هد، خود یکی از قطعات سخت‌افزاری یک چاپگر محسوب می‌شود ولی به دلیل اهمیت و پیچیدگی، آن را به‌طور جداگانه مورد بررسی قرار می‌دهیم.
قطعات هدهای ماتریس سوزنی:
قطعات هر هد، جدا از نوع و مدل عبارتند از: سوزن، شابلون، پوبین‌ها، بورد، دماغه اصلی هد و فنر که در زیر، به شرح آن‌ها می‌پردازیم.
·سوزن: هر سوزن خود از دو قسمت، میله سوزن و چکش تشکیل می‌شود.
·شابلون: شابلون‌های موجود در هر هد به دو نوع تقسیم می‌شوند. یک نوع آن به صورت دایره‌ای یا بیضی در داخل هد بوده که سوزن‌ها در آن قرار می‌گیرند. نوع دیگر در خارج هد بوده و سوراخ‌های آن‌ها از داخل به نوک هد به همدیگر نزدیک‌تر شده و از حالت دایره به حالت مستطیل نزدیک می‌شود.
·پوبین: هر سوزن یک پوبین دارد که با فعال شدن پوبین فوق توسط ترانزیستور یا تراشه راه‌انداز آن، فعال می‌شود با فعال شدن پوبین، چکش سوزن جذب شده در نتیجه سوزن از داخل شابلون‌ها بیرون آمده با نوار ریبون برخورد می‌نماید. اگر هد از نوع یک طبقه باشد، به تعداد سوزن‌های هد، پوبین بر روی یک بورد خواهیم داشت. شکل ۳–۱۱ یک سوزن هد با قسمت‌های مختلف آن را نشان می‌دهد این سیستم کار تقریباً در هدهای جدید اجرا می‌شود.
·بورد: این بورد یا بوردها به شکل تقریباًدایره‌ای بوده و پوبین‌ها در آن نصب شده تا کابل بورد کنترل‌کننده به هد به این بورد وصل شود. به عنوان مثال در هد چاپگرهای 1170LQ، دو عدد بورد وجود دارد یک عدد بورد بزرگتر که به نوک هد نیز نزدیکتر است و برای سوزن‌های فرد(۵٬۳٬۱ و…۲۳) و یک عدد بورد کوچکتر جهت سوزن‌های زوج مورد استفاده قرار می‌گیرد(۶٬۴٬۲ و…).
·دماغه اصلی هد: تقریباً در تمامی هدها، یک دماغه پلاستیکی یا فلزی جهت هدایت سوزن توسط شابلون‌های مختلف وجود دارد. شابلون‌ها در داخل این دماغه قرار گرفته هر کدام به تعداد سوزن‌های هد، سوراخ دارند. هرچه از داخل هد به انتهای دماغه نزدیک شوید، شکل سوراخ‌ها از حالت دایره‌ای یا بیضی به حالت مربع نزدیکتر می‌شود به‌طوری‌که آخرین شابلون موجود در نوک دماغه کاملاً مستطیلی خواهد بود.
·فنر: این فنر باعث برگشت سریع سوزن به محل ثابت اولیه خود می‌گردد.
خرابی‌های هد که عمدتاً ناشی از شکستن سوزن‌ها است به دلایل زیر می‌تواند به وجود آید:
(۱) خراب بودن نوار ریبون به‌طوری‌که در هنگام بیرون آمدن سوزن‌ها به آن‌ها گیر کند (این گیر کردن با توجه به اینکه هد حرکت می‌کند می‌تواند باعث شکستن سوزن‌ها شود).
(۲) کثیف شدن شابلون‌ها و مسیرهای هدایت کننده سوزن‌ها (در اثر کثیف شدن شابلون‌ها یا مسیرهای فوق، سوزن به راحتی و با سرعت به داخل هد برنگشته در نتیجه به نوار ریبون گیر کرده و باعث شکستن آن می‌شود).
```
(۳) شکستن یا خراب بودن فنر برگرداننده سوزن
```

یکی دیگر از خرابی‌های هد (جدای از شکسته بودن یک یا چند سوزن) چاپ نکردن یک یا چند نقطه در یک حرف است که این می‌تواند ناشی از عوامل زیر باشد:
۱- شکسته بودن سوزن به دلایل گفته شده در مورد قبل
۲- خراب بودن یک یا چند عدد از پوبین‌ها
۳- قطعی در کابل هد به بورد کنترل‌کننده
۲-سنسورها:
یکی از المان‌های بسیار مهم و البته آسیب‌پذیر در چاپگرهای سوزنی سنسورهای تعیین وضعیت می‌باشند. سه سنسور اصلی در هر چاپگر ماتریسی و جوهرافشان و حداقل یک سنسور در چاپگرهای لیزری وجود دارد که عبارتند از:
·سنسور وجود کاغذ: یک سنسور نوری بوده که وجود یا عدم وجود کاغذ را به کنترل‌کننده گزارش می‌کند. در واقع یک فرستنده و گیرنده نوری بوده که یک زائده اضافی در بین فرستنده و گیرنده حرکت می‌کند و در اثر حرکت (وجود کاغذ) زائده در بین فرستنده و گیرنده قرار می‌گیرد. از رسیدن نور به گیرنده جلوگیری می‌کند. در اثر خرابی این سنسور یا کثیف شدن آن یا شکستن زائده فوق و قطع ارتباط آن، خطای عدم وجود کاغذ (paper out) به وجود خواهد آمد. این سنسور در تمامی چاپگرها (ماتریسی، جوهر افشان و لیزر) وجود دارد.
· سنسور انتهای خط: یک سنسور نوری از دیودی است که انتهای حرکت هد در یک خط را به سمت چپ اعلان می‌کند. این سنسور در سمت چپ، در کف چاپگر نصب است. هنگام روشن کردن چاپگر، یکی از ورودی‌هایی است که چنانچه خراب باشد، چاپگر آغاز به کار نکرده و با پخش چند بیپ از ادامه کار جلوگیری می‌کند. در زیر هد یک زائده اضافی وجود دارد که در اثر حرکت هد بر روی غلطک خود، هنگامی که به انتهای خط رسید، از میان فرستنده و گیرنده سنسور فوق، زائده مورد نظر عبور کرده و پایان خط را اعلام می‌کند تا موتور حرکت هد به سمت راست حرکت کند. میزان رسیدن هد به سمت راست براساس تعداد پالس‌های داده شده به موتور پله‌ای فوق است.
· سنسور تعیین نوع کاغذ: یک سنسور میکروسوئیچی بوده که در زیر دستگیره مربوطه به کاغذ (ضخیم، نازک، معمولی و…) قرار دارد. چنانچه کاغذ از نوع ضخیم انتخاب شود، سرعت چاپگر کاهش می‌یابد، این سنسور در این حالت عمل می‌کند تا سرعت چاپ را کاهش داده از خسارت احتمالی وارد به سوزن‌های هد جلوگیری نماید. این سنسور دو پلاتین دارد که دارای دو حالت وصل یا قطع است.
۳- موتور در چاپگر:
هر چاپگر بسته به نیاز یک یا دو موتور پله‌ای دارد در چاپگرهای ماتریسی و جوهرافشان دو عدد موتور پله‌ای جهت دوکار مختلف به صورت زیر کار می‌کنند:
· موتورحرکت‌هد: این موتور پله ای، هد را در سمت راست یا چپ در طول یک خط حرکت می‌دهد. اتصال بین هد و موتور توسط یک تسمه برقرار است. سفت نبودن تسمه به مقدار مورد نیاز یا خرابی تسمه (معمولاً تسمه‌ها به صورت دندانه‌دار می‌باشند) می‌تواند بردقت چاپ تأثیر داشته باشد. کوچکترین میزان حرکت موتور به ازای دریافت یک پالس از سوی کنترل‌کننده، به اندازه یک نقطه است موتورهای پله‌ای موتورهایی هستند که به ازای دریافت یک پالس، به مقدار معین و دقیق حرکت می‌کنند. باید توجه داشت کنترل‌کننده به دلیل نداشتن فیدبک از حرکت هد، هیچگونه گزارشی از دقیق بودن حرکت موتور، برای کنترل‌کننده ارسال نمی‌شود هرگونه اضافه جریان از موتور یا عدم ارسال پالس انتهای خط را به حساب درگیر بودن هد محسوب کرده با اعلان چند بیپ متوقف می‌شود؛ بنابراین، روان حرکت نکردن هد بر روی غلطک مربوطه، گیر کردن هد به ریبون یا کاغذ، گیر کردنسوزن‌های هد به ریبون و کاغذ و… از سوی کنترل‌کننده به عنوان خطا، محسوب خواهد شد.
· موتورحرکت‌کاغذ: این موتور پله‌ای، کاغذ را از یک سو به داخل و از سوی دیگر آن را به خارج هدایت می‌کند.
کوچکترین حرکت یا گام موتوریک خطا است. این موتور در صورتی شروع به کار خواهد کرد که سنسور وجود کاغذ فعال باشد. تنها مرجع تعیین مقدار کاغذ عبور کرده (با توجه به نبودن فیدبک) تعداد پله‌ها یا پالس‌های ارسالی برا موتور است. هرگونه اضافه جریان توسط موتور، به عنوان خطا محسوب خواهد شد.
۴- بوردکنترل‌کننده:
دریافت اطلاعات از کامپیوتر از طریق یک رابط سریال و موازی، ارسال آن به هد چاپگر و هم‌زمان با آن، کنترل موتورها و سنسورها توسط بوردکنترل‌کننده انجام می‌شود.
در چاپگرهای امروزی، بورد کنترل‌کننده به داخل چاپگر منتقل شده‌است و تمام کارهای کنترلی را برعهده دارد. اعمالی که توسط IC میکروکنترل‌کننده انجام می‌شود عبارتند از:
·تست اولیه چاپگرها به هنگام روشن شدن یا برنامه‌ریزی مجدد توسط سیگنال INIT. در هر چاپگری با روشن شدن آن، برنامه تست اجرا شده با توجه به حالت سنسورهای ورودی، یکسری اعمال را انجام می‌دهد. علاوه برآن حافظهRam, ROM، بافرها، رابط‌ها و سیگنال‌های ورودی رابط موازی نیز بررسی خواهد شد. به عنوان مثال، چاپگر سوزنی، با روشن شدن دستگاه، هد برای چند سانتی‌متر به سمت راست حرکت کرده آنگاه برگشته و به سمت چپ حرکت می‌کند تا به سنسور انتهای خط برسد. با رسیدن سنسور فوق، محل و موقعیت فعلی هد به عنوان مرجع انتخاب می‌شود و هد به سمت راست حرکت حرده در موقعیت خاص متوقف شده آماده‌کار می‌شود (بسته به وجود یا عدم وجود کاغذ). در صورت خراب بودن این سنسور با روشن شدن چاپگرهد به سمت راست حرکت کرده با برخورد به بدنهچاپگر با اعلان خطا توسط بیزر، متوقف می‌شود.
·حافظهROM، این حافظه فقط خواندنی، شامل برنامه تست و الگوی حروف استاندارد جهت چاپ است.
·حافظهRAM، این حافظه یا بافر به دو منظور مورد استفاده قرار می‌گیرد:
- ذخیره اطلاعات ارسالی از سوی کامپیوتر.
- ذخیره فونت‌های تعریفی توسط کاربر.

به عنوان مثال چاپگر1170EPSON LQ ۸ کیلوبایت حافظه دارد.
·راه‌اندازی سوزن‌های هد: جهت راه‌اندازی سوزن‌های هد با سرعت بالا از ترانزیستورهای با جریان مناسب با تراشه‌های مورد نیاز استفاده می‌شود.
·راه‌اندازی موتورهای پله‌ای: جهت راه‌اندازی موتورهای پله‌ای از تراشه‌های خاص یا ترانزیستور یا ماسفت‌های با جریان مورد نیاز استفاده می‌شود.
·کانکتورها: برروی بورد کنترل‌کننده چاپگر، کانکتورهای مختلف وجود دارد که عبارتند از:
- کانکتورهای ورودی سنسورهای انتهای خط، وجود کاغذ، تعیین نوع کاغذ.
- کانکتور سیگنال‌های ورودی از هد چاپگر
- کانکتورهای مربوط به موتورهای پله‌ای
- کانکتور سیگنال‌های پانل چاپگر (کلیدها و چراغ‌ها)
- کانکتور ورودی از بورد برق چاپگر
- کانکتور پورت موازی یا سریال (در اغلب چاپگرها پورت موازی وجود دارد)

۵- چرخ‌دنده در چاپگر
یک چاپگر در هرنوع و مدل یکسری چرخ‌دنده جهت انتقال قدرت به قسمت‌های مختلف دارد. به عنوان مثال، یکسری چرخ‌دنده‌های پلاستیکی، کار درگیر کردن تراکتور با موتور حرکت کاغذ را بر عهده دارند. اما معمولاً در اغلب مواقع یک قسمت از چرخ‌دنده‌های یک چاپگر ماتریس سوزنی خراب می‌شود و آن چرخ‌دنده‌های تغذیه حرکت ریبون است. این مجموعه چرخ‌دنده که از طریق یک تسمه به موتور حرکت هد وصل است جهت حرکت مغزی یا نوار ریبون در یک جهت خاص به کار می‌روند. این مجموعه چرخ‌دنده دو قسمت دارد تا بتواند زمانی که هد و موتور در دو جهت حرکت می‌کند، نوار ریبون را فقط در یک جهت حرکت دهد. سفت چرخیدن نوار ریبون می‌تواند باعث خراب شدن چرخ‌دنده‌های گردد.
·چرخ‌دنده‌های‌حرکت ریبون: براساس حرکت هد، به‌طوری‌که نوار داخل جعبه ریبون به‌طور مداوم حرکت داشته باشد تا جوهر به‌طور یکنواخت چاپ شود.
·چرخ‌دنده‌های حرکت کاغذ: براساس حرکت غلطک مربوطه
۶- تراکتور (TRACTOR)
جهت حرکت کاغذهای به هم پیوسته کامپیوتری (در بعضی از چاپگرها این تراکتور یا وجود ندارد یا چندتا دارد. به عنوان مثال، 1170EPSON LQ دو عدد تراکتور دارد.
۷- ریبون (Ribbon)
جعبه‌ای پلاستیکی که نوارهای آغشته به جوهر خشک در آن قرار دارد.
۸- میله حرکت هد
علاوه براینکه هد بر روی آن حرکت می‌کند، فاصله هد تا غطک کاغذ را نیز تنظیم می‌کند.
۹- تنظیم‌کننده فاصله هدتا غلطک
این دستگیره جهت تنظیم فاصله هد از غلطک برای استفاده کاغذهای مختلف (نازک، ضخیم و…) به کار می‌رود این دستگیره به میله حرکت هد متصل است.
۱۰- دستگیره انتخاب نوع کاغذ
این دستگیره می‌تواند نوع کاغذ به هم پیوسته یا غیر پیوسته را انتخاب کند، به‌طوری‌که زمانی که کاغذ پیوسته انتخاب می‌شود، چرخ‌دنده‌های غلطک حرکت کاغذ با تراکتور درگیر می‌شود.
۱۱- پنل کنترل چاپگر
این پانل با داشتن کلیدها و چراغ‌های مختلف، نحوه کنترل چاپگر را از نظر نوع فونت، انداره فونت و… مشخص می‌کند.
۱۲- بورد تغذیه
این بورد، ولتاژهای مورد نیاز قسمت‌های مختلف را تأمین می‌کند.
همان‌طور که ملاحظه می‌شود، چاپگر را می‌توان به دو قسمت الکتریکی و مکانیکی تقسیم کرد. هر کدام از این قسمت‌ها، خود می‌تواند دچار خرابی‌هایی شود.
سیستم عملکرد چاپگر
گفتیم 1170EPSON LQ مهم‌ترین چاپگر موجود در بازار کامپیوتر ایران به‌شمار می‌رود. ما نیز با توجه به اهمیت شناخت این چاپگر، در این بخش آن را از دید تعمیرکار به‌طور کامل می‌آموزیم: در این قسمت به تشریح سیستم مکانیکی چاپگر 1170EPSON LQ می‌پردازیم که خود از چهار مکانیزم تکیل شده‌است این مکانیزم‌ها مربوط به چاپگر با هد ماتریسی و ۲۴ پین است که اطلاعات را به صورت سریال چاپ می‌نماید.
مکانیزم هد چاپ:
مکانیزم هد چاپ شامل خود هد چاپ، ریبون جوهری و کاغذ غلطک مقابل آن است. هد چاپ ۲۴ سوزن به‌طور زیگزاگ دارد که در دو ردیف ۱۲تایی مرتب شده‌اند. هرسوزن یک راه‌انداز جهت سیم‌پیچ برای حرکت سوزن به داخل و بیرون هد جهت چاپ نقطه بر روی کاغذ مقابل آن را دارد. این سوزن‌ها و سیم‌پیچ‌های آن به‌طور مستقل عمل نموده هیچ ارتباطی با همدیگر ندارد. نحوه کار سوزن‌های هد در مراحل زیر آمده‌است:
·مدارکنترل، یک سیگنال خروجی به مدار راه‌انداز هد ارسال می‌کند. این تغییر باعث ایجاد یک جریان در سیم‌پیچ هد متناظر با آن سوزن شده با عمل سیم‌پیچ یک نیروی مغناطیسی ایجاد خواهدشد.
·این عمل باعث خواهد شد تا چکش سوزن توسط هسته آهنی به داخل کشیده و نوک سوزن از هدبیرون آمده بر روی کاغذ اثر جوهر را به وجود آورد (دراثر برخورد سوزن با ریبون جوهری).
·نوک سوزن برخورد کرده با ریبون جوهر که در مقابل آن کاغذ قرار دارد باعث ایجاد یک نقطه بر روی کاغذ خواهد شد.
·زمانی که جریان سیم‌پیچ قطع شود، نیروی آن از بین رفته سوزن آزاد خواهد شد و با توجه به اینکه در پشت آن یک عدد فنر قرار دارد، بنابراین، سریعاً چکش را به طرف عقب حرکت داده در جایگاه اولیه قرار خواهد داد.
·زمانی که هد به‌طور مداوم کار می‌کند بعد از مدتی داغ می‌شود، برای حداقل کردن مقدار گرما در سیم‌پیچ‌های هد و در نتیجه کاهش تلفات گرمایی جهت جلوگیری از اثر گرما برکار هد، یک عدد سنسور در داخل هد قرار دارد که تغییر گرما را توسط یک سیگنال به بورد کنترل برگشت می‌دهد.
مکانیزم حرکت هد:
برای حرکت هد یک تسمه زمانی، کار انتقال نیرو از موتور پله‌ای را به هد ریبون برعهده دارد و باعث حرکت هد در هر دو جهت می‌شود. سنسور انتهای خط(HP) در زمان رسیدن هد به موقعیت اصلی یا انتهای خط را گزارش می‌کند یک گیره تنظیم کننده ضخامت کاغذ، فاصله بین هد و غلطک را برعهده دارد. هرچه کاغذ ضخیم‌تر باشد، این فاصله باید بیشتر باشد. چنانچه این فاصله خراب تنظیم شده باشد، باید بعد از باز کردن چاپگر، با باز کردن راهنمای شافت حرکت، میله مربوطه را در وضعیت مناسب قرار داده آنگاه مجدداً راهنای شافت را محکم ببندید کهیک پیچ دارد. سنسورPG، زمانی عمل خواهد کرد که فاصله بین هد و غلطک کاغذ کمترین مقدار را دارد.
مکانیزم حرکت کاغذ:
در چاپگر 1170EPSON LQ و چاپگرهای مشابه آن، مکانیزم حرکت کاغذ بسیار پیچیده و گوناگون بوده به‌طوری‌که از جهات مختلف کاغذ به صورت تک برگ و پیوسته قابل باز شدن و خروج است که برای هرکدام باید دستگیره مربوط به مسیر کاغذ درجای درستش تنظیم شده باشد.
دراین بخش سه نمونه از حرکت کاغذ که با استفاده از تراکتور است را به‌طور خلاصه مورد بررسی قرار می‌دهیم:
·روش تراکتور هل‌دادنی: در این روش، چرخ‌دنده‌ها به نحوی درگیر می‌شوند که کاغذ را به طرف جلو هل می‌دهند. به‌طوری‌که کاغذ از طرف جلوی چاپگر وارد شده از بالا خارج می‌شوند.
· روش تراکتور کششی: این روش نیز مشابه روش قبلی بوده با این تفاوت که کاغذ را به داخل چاپگر کشیده و نیازی به واحد کشش کاغذ ندارد.
· روش تراکتور هل و کششی: در این روش از هر دو مکانیزم کشش و هل دادن جهت حرکت کاغذ به داخل و خارج چاپگر استفاده می‌شود. در واقع چاپگر از دو تراکتور استفاده می‌کند.
مکنیزم حرکت ریبون
مکانیزم یک ریبون با هد مشترک بوده به‌طوری‌که تسمه حرکت دهنده هد، نوار ریبون چرخ‌دنده‌های مربوط به آن را نیز حرکت می‌دهد. چرخ‌دنده‌های مربوط به ریبون طوری قرار دارند
که در صورت چرخش موتور در هر دو جهت، ریبون و نوار آن فقط در یک جهت حرکت نماید.
در این شکل نحوه چرخش چرخ‌دنده‌ها در صورت چرخش تسمه از چپ به راست با فلش پر و از راست به چپ با فلش توخالی نشان داده شده‌است.

###### مشخصات چاپگرهای ماتریس سوزنی
پارامتر و ویژگی‌های مهم یک چاپگر ماتریس سوزنی که هنگام خرید، برای کاربر مهم است به‌طور خلاصه عبارتند از:
· تعداد سوزن: چاپگرهای موجود ۹ ویا ۲۴سوزن دارند هرچه تعداد سوزن‌ها بیشتر باشد، کیفیت چاپ بهتر و بالاتر خواهد بود.
· سرعت: سرعت یک چاپگر برای دومدLQ و درفت(Draft) محاسبه و مقایسه می‌شود. هرچه سرعت در این دومد بیشتر باشد، سرعت چاپگر بالاتر خواهد بود.
· عرض کاغذ چاپ: برای کاربردهای مختلف، کاغذهای با عرض متفاوت مورد نیاز است. عرض استاندار کاغذهای مورد استفاده چاپگرها می‌تواند، ۸۰، ۱۰۰ و۱۳۲ ستون باشد که بسته به کاربردتان باید یکی از آن‌ها را انتخاب نمایید.
· نحوه تغذیه کاغذ: یک چاپگر می‌تواند از دو نوع کاغذ (تک برگ یا کاغذ پیوسته کامپیوتری) استفاده کند. کاغذهای تک برگ از طریق کاست و کاغذهای پیوسته از طریق تراکتور در چاپگر قرار می‌گیرند.
· پایانه ورودی اطلاعات: درگاه رابط چاپگر به کامپیوتر می‌تواند یا سریال یا موازی باشد (در مواردی نیز هردو تا می‌تواند وجود داشته باشند). اغلب چاپگرهای فعلی درگاه موازی ۲۵ پین دارند. البته نوعUSB آن نیز وجود دارد.
· نوع چاپگر: یک چاپگر می‌تواند یا به صورت تک رنگ یا رنگی یا هردو چاپ نماید. در بعضی از چاپگرها، قابلیت چاپ رنگی وجود دارد ولی بالفعل نیست و برای به فعل درآوردن آن، بایدIC یا بورد رنگی آن را از بازار تهیه و در آن نصب نمایید مانند300Epson LQ
· تعداد فونت داخلی: تعداد فونت‌های تعریف شده داخلی جهت استفاده کاربران از پارامترهای دیگر انتخاب چاپگر است. هرچه تعداد این فونت‌ها بیشتر باشد، چاپگر بهتر است.
· عمر مواد مصرفی: یکی از پارامترهای مهم، میزان عمر مفید مواد مصرفی در چاپگر است که هرچه این میزان بیشتر باشد، چاپگر بهتر خواهد بود.
· حافظه: مقدار حافظه، تدثیر زیادی در سرعت چاپ و آزادسازی کامپیوتر دارد. هرچه این مقدار بیشتر باشد، چاپگر بهتر است.
دقت چاپ: مهم‌ترین پارامتر در انتخاب چاپگر، میزان دقت چاپ است که هرچه بالاتر باشد، کیفیت چاپ بهتر است.

## برخی از مدل های پرینترهای سوزنی
پرینترهای سوزنی به صورت کلی از نظر ماهیت عملکرد به سه دستگاه تقسیم می شوند:
1. پرینترهای سوزنی 80 ستونی: Tally Dascom 1125 , Tally Dascom 1145 و Epson LQ350
2. پرینترهای سوزنی 136 ستونی: TallySun TS2260 , Tally Dascom 2280+ و Epson LQ2190
3. پرینترهای پسبوک: Tally Dascom T5040 و Wincor Nixdorf 4920